# Enrique Ocampo
Enrique Ocampo Acuña, médico formado en Europa, hacendado y político, décimo octavo gobernador constitucional de la provincia de Catamarca. Período 1904-1908.
En abril de 1904 el Colegio Electoral eligió gobernador de la provincia al doctor Enrique Ocampo y vicegobernador a Dermidio Narváez. Como ministros colaboraron el doctor Sinforeano Herrera, Juan José Ibáñez y el ingeniero Napoleón Robín Castro. Enrique Ocampo Acuña era hijo del Don Dermidio Ocampo Lema y de Doña Eumelia Acuña Molina de Ocampo (hija del Dr. Tadeo Acuña y Magdalena Molina y Bazán; Eumelia era hermana del gobernador Joaquín Acuña Molina). Por vía materna era, entonces, bisnieto del último gobernante español de Catamarca, el Comandante de Armas Francisco de Acuña.
Durante su gobierno se colocó la piedra fundamental de la Escuela Normal Regional para Maestros, en terrenos donados por la provincia; se inauguraron las obras del ferrocarril del Oeste (julio de 1904); se adquirió el edificio donde funciona la Escuela Sarmiento; se efectuó la cesión para la construcción de los cuarteles del Regimiento 17 de Infantería; se fundó el Banco Popular (luego Banco de Crédito Popular de Catamarca)[cita requerida] Durante su mandato se dio un fuerte terremoto que trajo 17 víctimas fatales, estando de viaje en París tardó más de dos semanas en regresar a la provincia
El 17 de abril de 1907 se estableció el Regimiento 17 de Infantería en la ciudad de Catamarca que subsiste hasta hoy. Creado por la ley nacional del 21 de diciembre de 1905, su primer jefe fue el teniente coronel Salvador Martínez Urquiza y segundo jefe el mayor Gumersindo Ruiz Díaz.
La principal avenida de salida de Catamarca hacia las localidades de El Rodeo y Las Juntas lleva su nombre.[cita requerida]

## Vida personal
Enrique Ocampo Acuña era hijo de Dermidio Ocampo Lema y de Eumelia Acuña Molina de Ocampo (hija de Tadeo Acuña y de Magdalena Molina y Bazán; Eumelia era hermana del gobernador Joaquín Acuña Molina).
Por vía materna era, entonces, bisnieto del último gobernante español de Catamarca, el Comandante de Armas Francisco de Acuña.
Enrique Ocampo Acuña estaba casado con Delia Maza Ruzo Acuña. Delia Maza era hija del coronel Rudecindo Maza y de Flaviana Ruzo Acuña de Maza.